# Текстеп
Текстеп (англ. «Techstep») (в деяких джерелах — «техстеп») — піджанр драм-н-бэйсу, був популярний в кінці 1990х.
Характерний жорсткими семплами та нечисленними музичними інструментами. Такт звичайно складається з двох підряд вдаряючих бочок та чотирьох прямих снейрів.
Різноманіття музики цього направлення залежить від звуків та мелодій, останньої може й не бути зовсім. В цьому випадку основний акцент робиться на ударних. На композиціях даного стилю зручно уявити, що таке ламаний ритм у чистому вигляді.
Цей стиль відрізняється енергійним звуковим малюнком, у якому рідко зустрінуться звуки природного походження.

## Виконавці
- Technical Itch

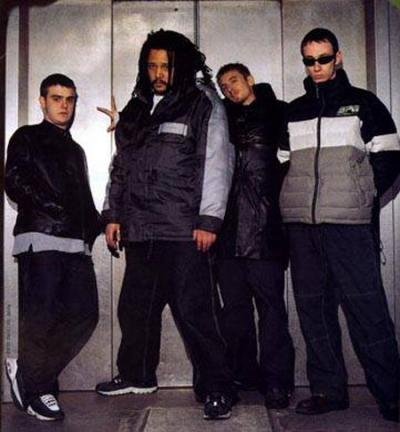
Bad Company, 2009

- Bad Company UK (слід не плутати із відомим британським блюз-рок гуртом)
- Konflict